# Вірпі Сарасвуо
Вірпі Сарасвуо (фін. Virpi Katriina Sarasvuo, при народженні Куйтунен (Kuitunen), 20 травня 1976) — фінська лижниця, медалістка Олімпійських ігор, шестиразова чемпіонка світу. 
У 2001 році Вірпі Куйтунен була дискваліфікована на два роки, оскільки в її крові було виявлено заборонену речовину — гідроксиетиловий крохмаль. Їй довелося відмовитися від срібної медалі естафетної гонки чемпіонату світу 2001 року й відбути дворічну дискваліфікацію. 
Виступи Вірпі після повернення в спорт були успішними. Вона виграла перший Тур де скі 2006/2007 років, великий кришталевий глобус перожниці Кубка світу в загальному заліку та малий кришталевий глобус спринтерського заліку того ж сезону.